# Bruno Kropff
Bruno Kropff (* 7. September 1925 in Münster; † 17. Oktober 2017 in Bonn) war ein deutscher Jurist und Honorarprofessor an der Universität Bonn.

## Leben
Der Sohn eines Landgerichtspräsidenten legte mit 17 Jahren das Abitur ab und wurde anschließend zum Reichsarbeitsdienst verpflichtet. Während des Zweiten Weltkrieges diente Kropff bei der Kriegsmarine, wo er den Dienstgrad Leutnant zur See erreichte. Nach der Kriegsgefangenschaft nahm er 1946 an der Westfälischen Wilhelms-Universität in Münster ein Studium der Rechtswissenschaft auf, das er in Freiburg fortsetzte. 1949 bestand Kropff die Erste Juristische Staatsprüfung. 1952 wurde er von der Universität Münster mit einer von Friedrich Klein betreuten Arbeit zu „Abschluss und Vollzug von Staatsverträgen nach der französischen Verfassung von 1946“ zum Dr. iur. promoviert.
Nach dem Zweiten Juristischen Staatsexamen war Kropff zunächst in einer Rechtsanwaltskanzlei tätig. Seit 1953 arbeitete Kropff in verschiedenen Bundesministerien. Zunächst war er im Bundesjustizministerium Referent, später Referatsleiter für den Bereich „Recht der Kapitalgesellschaften, Konzern- und Bilanzrecht“. Hier verfasste er gemeinsam mit Ernst Geßler und Ernst Döllerer den Referentenentwurf zum heute noch geltenden Aktiengesetz von 1965. 1968 wechselte er in das Bundesschatzministerium bzw. Bundesfinanzministerium, wo er als Ministerialdirigent für Industrieunternehmen des Bundes und deren Privatisierung zuständig war.
1981 wurde Kropff Lehrbeauftragter der Universität Bonn. Seit 1990 war er dort Honorarprofessor. In den Jahren 1990 bis 1992 war er zudem Lehrbeauftragter an der Universität Jena. 1997 wurde Kropff mit einer Festschrift geehrt.
Zusammen mit Ernst Geßler, Wolfgang Hefermehl und Ulrich Eckardt begründete Kropff ab 1973 einen Kommentar zum Aktiengesetz, den er ab 2000 zusammen mit Johannes Semler in der 2. Auflage als Münchener Kommentar zum Aktiengesetz fortführte. Er war Autor mehrerer Bücher und zahlreicher Aufsätze zum Gesellschafts- und Bilanzrecht.